# Ney Latorraca
Antonio Ney Latorraca (Santos, 25 de julho de 1944 – Rio de Janeiro,  26 de dezembro de 2024) foi um ator e comediante brasileiro. Ao longo de cinco décadas de carreira, interpretou uma variedade de personagens, sobretudo tipos cômicos, no teatro, na televisão e no cinema. Ganhou diversos prêmios, entre eles um Troféu Imprensa, um APCA, um Arte Qualidade Brasil e um APTR.
Na televisão, destacou-se interpretando personagens que marcaram a dramaturgia brasileira, como o vilão Mederix na novela Estúpido Cupido (1975), o mulherengo Seu Quequé na minissérie Rabo de Saia (1984), o empresário Volpone e seus variados disfarces na novela Um Sonho a Mais (1985), o vampiro Conde Vlad na novela Vamp (1991), o malandro Barbosa no humorístico TV Pirata, o ingênuo Cornélio na novela O Cravo e a Rosa (2000) e o picareta Edu na novela Da Cor do Pecado (2004).
Entre os papéis de destaque no cinema, consagrou-se interpretando o Padre Anchieta em Anchieta, José do Brasil (1976), o protagonista  Arandir no drama O Beijo no Asfalto (1980) e o Claudionor na comédia Viva Sapato! (2002). Já nos palcos teatrais, encenou diversas peças, entre elas O Mistério de Irma Vap, montagem que permaneceu em cartaz por 11 anos e inspirou o filme Irma Vap - O Retorno (2006); em 2017, o ator reprisou o papel de Vlad no musical Vamp, antes de sua aposentadoria em 2019.

## Biografia
Filho de um crooner e de uma corista que se apresentavam em cassinos, teve como padrinho de batismo o ator Grande Otelo, tendo crescido já no meio artístico. Dois anos após seu nascimento, um decreto do presidente Eurico Gaspar Dutra fechou os cassinos, assim sua família perdeu o seu principal meio de sobrevivência.

## Carreira
Começou cedo sua carreira de ator. Aos 6 anos, fez uma participação em uma radionovela da Record. Depois atuou no teatro estudantil e teve sua primeira oportunidade profissional em 1965, por volta dos 20 anos de idade, ao ser aprovado para integrar o elenco da peça Reportagem de Um Tempo Mau, de Plínio Marcos. A peça no entanto, teve apenas uma apresentação no Teatro de Arena, tendo sido proibida pela Censura Federal.
Após atuar em três peças encenadas por um grupo universitário, decidiu cursar a Escola de Arte Dramática, antes de ser integrada à Escola de Comunicações e Artes da Universidade de São Paulo. Nos três anos de curso, teve aulas de história do teatro, expressão corporal, mitologia, mímica, esgrima, maquiagem, dicção e interpretação com notáveis professores, como Ziembinsky e Antunes Filho, entre outros. Dentre seus colegas de turma estava a atriz e autora Jandira Martini. Durante este período, arranjou empregos paralelos para se manter, trabalhando em uma agência bancária e em uma loja de roupas femininas. Atuou também em diversas peças teatrais. Sua madrinha de formatura foi a atriz Marília Pêra.
Ingressou na TV fazendo figuração na Tupi. Participou do seriado Alô, Doçura, em 1953, da novela Beto Rockfeller, em 1968, e fez uma participação em três capítulos da novela Super Plá, em 1969. Em 1974, teve uma passagem pela TV Cultura, onde trabalhou em um teleteatro, encenando Yerma, ao lado de Joana Fomm.
Durante a década de 1970, atuou em diversas montagens teatrais, entre elas Hair (1970), Jesus Christ Superstar (1972), Bodas de Sangue (1973) e A Mandrágora (1975). Ainda, por intermédio da atriz Lilian Lemmertz, foi contratado pela Record, trabalhando em cinco novelas, que foram O Tempo não Apaga e Quero Viver, ambas de 1972, Eu e a Moto, Vidas Marcadas e Venha Ver o Sol na Estrada, ambas de 1973.
Sua estreia na TV Globo foi em 1975, na novela Escalada, no papel do playboy Felipe, apaixonado pela professora de piano Fernanda, interpretada por Nathalia Timberg. Entre seus papéis de destaque na Globo, está Mederiquis da novela Estúpido Cupido, de 1976, um jovem rebelde dos anos 1960, que se vestia de preto e circulava em uma lambretta, batizada pelo próprio ator de Brigite.
Em 1978, apresentou com a atriz Djenane Machado, o musical Saudade Não Tem Idade, onde cantava, dançava e apresentava esquetes. Em 1979, no musical teatral Lola Moreno, contracenou com seu padrinho Grande Otelo. Depois, em 1980, fez uma participação especial na novela Chega Mais e, no mesmo ano, interpretou Leandro Serrano na novela Coração Alado. Também em 1980, participou da versão cinematográfica de O Beijo no Asfalto, e, em 1982, atuou na minissérie Avenida Paulista e no filme Das Tripas Coração.
Em 1983, participou da montagem de Rei Lear e, em 1984, atuou na minissérie Anarquistas Graças a Deus, onde interpretou o pai da autora em cujo livro foi baseada a história, Zélia Gattai, mulher de Jorge Amado. Nesse mesmo ano, ainda marcou presença em outra minissérie da emissora, Rabo de Saia, como intérprete do caixeiro-viajante Quequé, que tinha três mulheres. Em 1985, fez uma participação na minissérie Grande Sertão: Veredas e participou da novela Um Sonho a Mais, onde teve a oportunidade de mostrar mais uma vez sua versatilidade ao interpretar cinco personagens diferentes, entre eles uma mulher, Anabela Freire, um dos grandes sucessos da trama. Nesse ano ainda, esteve nas telonas com o filme Ópera do Malandro e dirigiu Passando o Batom, show com o transformista Jane di Castro.
A partir de 1986, iniciou sua participação na encenação de O Mistério de Irma Vap, grande sucesso de bilheteria, que permaneceu em cartaz por cerca de onze anos. Contracenando com Marco Nanini, numa produção de Marília Pêra, foi a primeira peça em que os atores trocavam rapidamente de roupa para cada cena. Esse artifício passou a ser utilizado em vários outros espetáculos. Também em 1986, integrou o elenco da minissérie Memórias de um Gigolô, no papel do gigolô Esmeraldo. Entre 1988 e 1989, encarnou um de seus personagens mais populares, o velhinho Barbosa, do humorístico TV Pirata.
Deixou a Globo temporariamente, em 1990, para trabalhar na novela Brasileiras e Brasileiros, do SBT. No ano seguinte, na Globo, caiu nas graças do público no papel do Conde Vlad, o chefe dos vampiros da novela Vamp, onde protagonizou cenas memoráveis, como uma imitação do cantor Michael Jackson no clipe da música Thriller. Em 1994, retornou ao SBT, para fazer o remake da novela Éramos Seis. Ao mesmo tempo e posteriormente a esse trabalho, encenou respectivamente as seguintes peças: O Médico e o Monstro (1994), Don Juan (1995) e Quartett (1996). Em 1997, de volta à Globo, trabalhou na novela Zazá, como o vilão Silas Vadan. Depois, em 1999, voltou ao teatro para participar da montagem de O Martelo.
Em 2000, fez parte do núcleo cômico da novela O Cravo e a Rosa, formando um trio cômico com Maria Padilha e Eva Todor. Simultaneamente, atuou no espetáculo 3 x Teatro. Depois, em 2001, participou do longa metragem Minha Vida em Suas Mãos e, em 2002, participou da novela O Beijo do Vampiro, no papel do Conde Nosferatu. Em 2003, deu vida a Araújo Ribeiro, na minissérie A Casa das Sete Mulheres e, em 2004, na novela Da Cor do Pecado, viveu o falido Eduardo, casado com Verinha, e pai da vilã Bárbara. Posteriormente, em 2005, deu vida a um cientista inventor na novela Bang Bang. Em 2006, protagonizou ao lado do amigo Marco Nanini, o filme Irma Vap - O Retorno, baseado na bem-sucedida peça O Mistério de Irma Vap.
Em 2008, estreou no elenco da novela Negócio da China, vivendo o alegre e bem-humorado Edmar, apaixonado por Maralanis Leona Cavalli e sua filha, a pequena Flor de Lys.
Em 2014, o ator foi convidado para atuar nas telenovelas, Meu Pedacinho de Chão e Império, nos papeis do Coronel Epaminondas e Téo Pereira, respectivamente; porém recusou ambas as propostas. Ainda em 2014, na reta final da telenovela Meu Pedacinho de Chão, fez uma participação especial como Cirilo, pai de Renato, interpretado pelo ator Bruno Fagundes.
Em setembro de 2017, pouco antes da estreia da temporada em São Paulo do musical Vamp, anunciou que se aposentaria depois daquele trabalho e não mais atuaria na televisão, teatro ou cinema. Em uma entrevista coletiva, para divulgação do musical, Ney declarou: "Não quero mostrar minha decrepitude. Quero ficar em casa, descansar, viajar". Porém, ainda atou em 2019, na primeira temporada da série de televisão Cine Holliúdy.

## Morte
Ney foi diagnosticado com câncer de próstata em 2019, quando passou por uma cirurgia para retirada do órgão. Em agosto de 2024, entretanto, a doença retornou com metástase. No dia 20 de dezembro de 2024, ele foi internado na Clínica São Vicente, na Gávea, Rio de Janeiro, para tratamento. Ney morreu na manhã de 26 de dezembro de 2024, em decorrência de uma sepse pulmonar.

## Filmografia

### Televisão
| Ano       | Título                                                  | Papel                                                                                                   | Nota                                          | Emissora   |
| --------- | ------------------------------------------------------- | --- | --------------------------------------------- | ---------- |
| 1968      | Beto Rockfeller                                         | Caio |                                               | Rede Tupi  |
| 1969      | Super Plá                                               | Lauro                                                                                                   |                                               | Rede Tupi  |
| 1972      | Dom Camilo e os Cabeludos                               | Ringo                                                                                                   |                                               | Rede Tupi  |
| 1972      | Quero Viver                                             | Jorginho Pereira                                                                                        |                                               | RecordTV   |
| 1972      | Eu e a Moto                                             | Fernando Rockford                                                                                       |                                               | RecordTV   |
| 1973      | Vidas Marcadas                                          | Roberto                                                                                                 |                                               | RecordTV   |
| 1973      | Venha Ver o Sol na Estrada                              | Arnaldo                                                                                                 |                                               | RecordTV   |
| 1974      | Yerma                                                   | Juan |                                               | RTC        |
| 1975      | Escalada                                                | Felipe                                                                                                  |                                               | Rede Globo |
| 1975      | O Grito                                                 | Sérgio                                                                                                  |                                               | Rede Globo |
| 1976      | Estúpido Cupido                                         | Antônio Ney Medeiros (Mederiquis)                                                                       |                                               | Rede Globo |
| 1977      | Sem Lenço, sem Documento                                | Marco                                                                                                   |                                               | Rede Globo |
| 1978      | Saudade Não Tem Idade                                   | Apresentador                                                                                            |                                               | Rede Globo |
| 1978      | Dancin' Days                                            | Ele mesmo                                                                                               | Episódio: "15 de agosto"                      | Rede Globo |
| 1979      | Malu Mulher                                             | André                                                                                                   |                                               | Rede Globo |
| 1979      | Cabocla                                                 | Tonho                                                                                                   |                                               | Rede Globo |
| 1979      | Plantão de Polícia                                      | Heitor                                                                                                  | Episódio: "O Crime do Castiçal"               | Rede Globo |
| 1979      | Aplauso                                                 | — | Episódio: "Como Matar um Playboy"             | Rede Globo |
| 1980      | Chega Mais                                              | Jonas                                                                                                   | Episódios: 1–2                                | Rede Globo |
| 1980      | Coração Alado                                           | Leandro Serrano                                                                                         |                                               | Rede Globo |
| 1982      | Caso Verdade                                            | Antoninho da Rocha Marmo                                                                                | Episódio: "O Menino dos Milagres"             | Rede Globo |
| 1982      | Elas por Elas                                           | Porteiro do motel                                                                                       | Episódios: 2–3                                | Rede Globo |
| 1982      | Avenida Paulista                                        | Sérgio                                                                                                  |                                               | Rede Globo |
| 1983      | Eu Prometo                                              | Albano                                                                                                  |                                               | Rede Globo |
| 1984      | Anarquistas, Graças a Deus                              | Ernesto Gattai                                                                                          |                                               | Rede Globo |
| 1984      | Rabo de Saia                                            | Quequé                                                                                                  |                                               | Rede Globo |
| 1984      | Partido Alto                                            | Jorge dos Santos (Escadinha)                                                                            |                                               | Rede Globo |
| 1985      | Grande Sertão: Veredas                                  | Padre Ponte                                                                                             |                                               | Rede Globo |
| 1985      | Um Sonho a Mais                                         | Antônio Carlos Volpone (Volpone) / Anabela Freire / Augusto Melo Sampaio / Dr. Nilo Peixe / André Silva |                                               | Rede Globo |
| 1986      | Memórias de um Gigolô                                   | Esmeraldo                                                                                               |                                               | Rede Globo |
| 1988–1992 | TV Pirata                                               | Barbosa / Vários pesonagens                                                                             |                                               | Rede Globo |
| 1990      | Brasileiras e Brasileiros                               | Brás Cubas                                                                                              |                                               | SBT        |
| 1991      | Escolinha do Professor Raimundo: 25 Anos dos Trapalhões | Ney Preguiça, paródia do Paulo Cintura                                                                  | Especial do Criança Esperança                 | Rede Globo |
| 1991      | Vamp                                                    | Conde Vladimir Polanski (Vlad) / Otávio Freire (Otavinho)                                               |                                               | Rede Globo |
| 1994      | Éramos Seis                                             | Palhaço Sorriso                                                                                         | Episódios: 81–87                              | SBT        |
| 1995      | Casa do Terror                                          | Barbarela                                                                                               |                                               | Rede Globo |
| 1997      | Zazá                                                    | Silas Vadan                                                                                             |                                               | Rede Globo |
| 1999      | Você Decide                                             | Jorge                                                                                                   | Episódio: "Madame Sussu"                      | Rede Globo |
| 2000      | O Cravo e a Rosa                                        | Cornélio Valente                                                                                        |                                               | Rede Globo |
| 2001      | Brava Gente                                             | Raul | Episódio: "O Automóvel"                       | Rede Globo |
| 2002      | Sítio do Picapau Amarelo                                | Barão de Münchhausen                                                                                    | Episódio: "As caçadas do Barão de Munchausen" | Rede Globo |
| 2002      | O Beijo do Vampiro                                      | Nosferatu                                                                                               |                                               | Rede Globo |
| 2003      | A Casa das Sete Mulheres                                | Araújo Ribeiro                                                                                          |                                               | Rede Globo |
| 2004      | Da Cor do Pecado                                        | Eduardo Campos Sodré (Edu)                                                                              |                                               | Rede Globo |
| 2005      | Bang Bang                                               | Aquarius Lane                                                                                           |                                               | Rede Globo |
| 2007      | O Sistema                                               | Nicolas Katedref                                                                                        |                                               | Rede Globo |
| 2007      | Faça Sua História                                       | Pai Creuzo                                                                                              | Especial de fim de ano                        | Rede Globo |
| 2008      | Casos e Acasos                                          | Walmor                                                                                                  | Episódio: "A Escolha, a Operação e a Outra"   | Rede Globo |
| 2008      | Negócio da China                                        | Edmar Silvestre                                                                                         |                                               | Rede Globo |
| 2010      | S.O.S. Emergência                                       | Dr. Solano                                                                                              |                                               | Rede Globo |
| 2011      | A Grande Família                                        | Fred Marques                                                                                            | Episódio: "Os Diferenciados"                  | Rede Globo |
| 2013      | Alexandre e Outros heróis                               | Alexandre                                                                                               | Especial de fim de ano                        | Rede Globo |
| 2014      | Meu Pedacinho de Chão                                   | Dr. Cirilo Batista                                                                                      | Episódio: "30 de julho"                       | Rede Globo |
| 2017      | Novo Mundo                                              | Sir Edward Millman                                                                                      | Episódios: "15–25 de setembro"                | Rede Globo |
| 2018      | Tá no Ar: a TV na TV                                    | Barbosa                                                                                                 | Episódio: "17 de abril"                       | Rede Globo |
| 2019      | Cine Holliúdy                                           | Conde Vladimir Polanski (Vlad)                                                                          | Episódio: "9"                                 | Rede Globo |
| 2023      | Agora Vai                                               | Pai do Fábio Porchat                                                                                    | Especial de fim de ano                        | Rede Globo |

### Cinema
| Ano  | Título                                   | Papel                    |
| ---- | ---------------------------------------- | ------------------------ |
| 1969 | Audácia: A Fúria dos Desejos             |                          |
| 1973 | A Noite do Desejo                        | Toninho                  |
| 1974 | Sedução                                  | Tomasino                 |
| 1976 | Deixa Amorzinho... Deixa                 | Dino / Dalma             |
| 1976 | Anchieta, José do Brasil                 | Padre José de Anchieta   |
| 1978 | O Grande Desbum                          | Manoel Igreja            |
| 1979 | Uma Estranha História de Amor            | Daniel                   |
| 1981 | O Beijo no Asfalto                       | Arandir                  |
| 1982 | Das Tripas Coração                       | Padre                    |
| 1985 | Ópera do Malandro                        | Inspetor Chaves (Tigrão) |
| 1986 | Ele, o Boto                              | Rufino                   |
| 1988 | Fábula de la bella Palomera              | Orestes                  |
| 1988 | A Mulher do Atirador de Facas            | Atirador de Facas        |
| 1989 | Festa                                    | Ator                     |
| 1994 | Dente Por Dente                          | Dentista                 |
| 1995 | Brevíssimas Histórias da Gente de Santos |                          |
| 1995 | Carlota Joaquina, Princesa do Brazil     | Jean-Baptiste Debre      |
| 1996 | For All - O Trampolim da Vitória         |                          |
| 2001 | Minha Vida em Suas Mãos                  | Analista                 |
| 2003 | Viva Sapato!                             | Claudionor               |
| 2004 | O Diabo a Quatro                         | Senador Heitor Furtado   |
| 2006 | Irma Vap - O Retorno                     | Darci / Odete Lopes      |
| 2009 | Topografia de Um Desnudo                 | Manoel                   |
| 2011 | O Gerente                                | Samuel                   |
| 2015 | Introdução à Música do Sangue            | Uriel                    |

## Teatro
| Ano     | Título                     |
| ------- | -------------------------- |
| 1965    | Reportagem de Um Tempo Mau |
| 1970    | Hair                       |
| 1972    | Jesus Cristo Superstar     |
| 1973    | Bodas de Sangue            |
| 1975    | A Mandrágora               |
| 1982    | Othello                    |
| 1983    | O Rei Lear                 |
| 1986/97 | O Mistério de Irma Vap     |
| 1994    | O Médico e o Monstro       |
| 1995    | Don Juan                   |
| 1996    | Quartett                   |
| 1999    | O Martelo                  |
| 2000    | 3 x Teatro                 |
| 2002    | Capitanias Hereditárias    |
| 2011    | A Escola do Escândalo      |
| 2014    | Entredentes                |
| 2016    | As Cadeiras                |
| 2017    | Vamp - O Musical           |

## Prêmios e indicações
| Ano  | Prêmio                                   | Categoria                | Nomeações          | Resultado |
| ---- | ---------------------------------------- | ------------------------ | ------------------ | --------- |
| 1974 | Prêmio Coruja de Ouro do Cinema Nacional | Melhor Ator Coadjuvante  | Sedução            | Venceu    |
| 1985 | Troféu APCA                              | Melhor Ator de Televisão | Rabo de Saia       | Venceu    |
| 1985 | Troféu Imprensa                          | Melhor Ator              | Rabo de Saia       | Venceu    |
| 1998 | Prêmio Contigo! de TV                    | Melhor Vilão             | Zazá               | Venceu    |
| 2007 | Prêmio Arte Qualidade Brasil             | Prêmio Especial          | Homenagem          | Venceu    |
| 2010 | Prêmio Arte Qualidade Brasil             | Melhor Ator de Série     | S.O.S. Emergência  | Indicado  |
| 2012 | Cine PE - Festival Audiovisual de Recife | Prêmio Honorário         | Homenagem          | Venceu    |
| 2018 | Festival de Cinema de Gramado            | Troféu Cidade de Gramado | Conjunto da Obra   | Venceu    |
| 2020 | Prêmio APTR de Teatro                    | Homenagem                | Carreira no Teatro | Venceu    |